# Боб на Зимским олимпијским играма 2014.
Такмичења у бобу на Зимским олимпијским играма 2014. у Сочију одржават ће се између 16. и 23. фебруара 2014. на леденој стази Санки у близини Краснаје Пољане.
Такмичења ће се одвијати у три дисциплине, двосед и четворосед за мушкарце и двосед за жене, уз планирано учешће максимум до 170 такмичара. 

## Сатница
Распоред одржавања такмичења у све три дисциплине:
| Датум       | Време | Дисциплина               |
| ----------- | ----- | ------------------------ |
| 16. фебруар | 20:15 | М2 прва и друга вожња    |
| 17. фебруар | 18:30 | М2 трећа и четврта вожња |
| 18. фебруар | 19:15 | Ж2 прва и друга вожња    |
| 19. фебруар | 20:15 | Ж2 трећа и четврта вожња |
| 22. фебруар | 20:30 | М4 прва и друга вожња    |
| 23. фебруар | 13:30 | М4 трећа и четврта вожња |

Напомена: комплетна сатница је по локалном времену (УТЦ+4)

## Учесници и систем квалификација
На олимпијском турниру у бобу учествује максимално 170 такмичара, односно 130 мушкараца и 40 жена. Коначан списак учесника одређен је на основу стања на ранг листама светске боб федерације на дан 20. јануара 2014. године, а квалификациони период је почео 1. октобра 2013. и трајао је до 19. јануара 2014. године. Пилот сваке екипе која се квалификовала морао је да учествује на минимум 5 различитих трка и на три различите стазе током квалификационе и претпоследње сезоне. Мушки пилот мора бити пласиран међу првих 50, а женси међу првих 40 на поменутој листи. У обе мушке трке учествује по 30 екипа (3 НОК-а са по три посаде, 6 са по две посаде и 9 са по једном посадом), док у женској трци учествује 20 екипа (два НОК-а са по три посаде, 4 са по две посаде и 6 са једном посадом).

## Освајачи медаља
| Дисциплине              |                                                                                       | Резултат |                                                                                   | Резултат |                                                                           | Резултат |
|                         |                                                                                       |          |                                                                                   |          |                                                                           |          |
| Мушки двосед детаљи     | Русија · Алексеј Војевода · Александар Зубков                                         | 3:45,39  | Швајцарска · Алекс Бауман · Беат Хефти                                            | 3:46,05  | САД · Стивен Лангтон · Стивен Холкомб                                     | 3:46,27  |
|                         |                                                                                       |          |                                                                                   |          |                                                                           |          |
| Мушки четворосед детаљи | Русија · Алексеј Војевода · Александар Зубков · Алексеј Негодајло · Дмитриј Труненков | 3:40,60  | Летонија · Арвис Вилкасте · Даумантс Дрејшкенс · Оскарс Мелбардис · Јанис Стренга | 3:40,69  | САД · Стивен Лангтон · Кертис Томасевич · Кристофер Фогт · Стивен Холкомб | 3:40,99  |
|                         |                                                                                       |          |                                                                                   |          |                                                                           |          |
| Женски двосед детаљи    | Канада · Хедер Мојз · Кејли Хамфриз                                                   | 3:50,61  | САД · Лорин Вилијамс · Елана Мејерс                                               | 3:50,71  | САД · Џејми Гребел · Ејжа Еванс                                           | 3:51,61  |

## Биланс медаља
| Позиција   | Држава                    | Злато | Сребро | Бронза | Укупно |
| ---------- | ------------------------- | ----- | ------ | ------ | ------ |
| 1          | Летонија                  | 1     | 0      | 1      | 2      |
| 2          | Швајцарска                | 1     | 0      | 0      | 1      |
| 2          | Канада                    | 1     | 0      | 0      | 1      |
| 4          | Сједињене Америчке Државе | 0     | 3      | 1      | 4      |
| 5          | Уједињено Краљевство      | 0     | 0      | 1      | 1      |
| Укупно (5) | Укупно (5)                | 3     | 3      | 3      | 9      |